# سیارک ۲۰۳۹
سیارک ۲۰۳۹ (به انگلیسی: 2039 Payne-Gaposchkin، نامگذاری:1974CA) دو هزار و سی و نهمین سیارک کشف شده‌است که در ۱۴ فوریه ۱۹۷۴ کشف شد.
قدر مطلق سیارک برابر ۱۲٫۸۰ است.